# Tutto compreso
Tutto compreso è stato un programma televisivo trasmesso dalla Rete 2 della Rai ogni domenica alle 20.40 in sei puntate dal 14 giugno al 19 luglio 1981. Programma comico diretto da Giancarlo Nicotra, coautore insieme a Ferruccio Fantone e Giancarlo Magalli, era ambientato in un bizzarro villaggio turistico animato da Teo Teocoli e Massimo Boldi. Tra i protagonisti figuravano Enrico Beruschi, I Fatebenefratelli, Gigi e Andrea, Ezio Greggio, Andy Luotto, Maria Rosaria Omaggio.

## Il programma
Tutto compreso si colloca tra i tentativi della Rai di svecchiare il varietà tradizionale. Lo schema, già sperimentato nei precedenti Non stop e La sberla, elimina presentatore, balletto e palcoscenico, per lasciare spazio a una sequenza di sketch a getto continuo, secondo i ritmi del nuovo cabaret televisivo ormai in via di affermazione.
Alcuni critici, come Pino Frisoli considerano "Tutto compreso", ancor più di Non stop e La sberla, il vero antesignano di Drive In, grande successo in onda dal 1983. Il programma di Italia 1 aveva infatti ereditato non solo alcune caratteristiche e la collocazione domenicale del varietà Rai ma anche una parte del cast: il regista Nicotra, Greggio nei panni del barista, Boldi, Teocoli, e Beruschi, che proprio a Tutto compreso interpretò il marito di Margherita Fumero, una coppia riproposta a Drive In.
La sigla iniziale, Il gioco degli amori, era cantata dal Gruppo Clown formato da Angelo Giordano, Annarita Pirastu, Enzo Polito, Jeanne Mas, Mariano Perrella e Patrizia Tapparelli. La sigla finale, Così o niente, le cui musiche erano composte da Detto Mariano, era cantata da Titty Cercelletta. Quest'ultima canzone è rimasta inedita fino al 2016 quando fu proposta nel doppio vinile Firenze! L'assassino è ancora tra noi, opera che raccoglie i brani della colonna sonora originale dell'omonimo film di Camillo Teti più alcune bonus track.
Secondo il Radiocorriere TV la prima puntata ebbe un ascolto medio di 7,8 milioni di telespettatori. 

## Protagonisti
- Enrico Beruschi
- Massimo Boldi
- I Fatebenefratelli
- Gigi e Andrea
- Ezio Greggio
- Andy Luotto
- Teo Teocoli
- Maria Rosaria Omaggio
- Giorgio Ariani